# Deng Sui
Deng Sui (chiń. 鄧綏; ur. 81, zm. 121) – znana również jako cesarzowa Hexi (和熹皇后, dosłownie powściągliwa i łagodna cesarzowa). Żona cesarza Chin He (88 - 105). Po jego śmierci dwukrotnie była regentką małoletnich cesarzy - została opisana przez historyków jako dobra administratorka, efektywna władczyni.

## Pochodzenie i małżeństwo
Deng Sui urodziła się w 81 roku jako córka Deng Xuna, syna pierwszego ministra cesarza Guangwu Deng Yu. Jej matka, pani Yin była córką kuzyna żony cesarza Guangwu, Yin Lihua. Deng Sui była opisywana jako uwielbiająca czytanie kronik historycznych sześciolatka i recytująca poematy religijne dziewczynka w wieku dwunastu lat.
Została wybrana na jedną z konkubin cesarza He w 95 roku, kiedy miała czternaście lat a cesarz szesnaście.
Kiedy Deng Sui została cesarską konkubiną miejsce cesarzowej było już zajęte przez Yin. Cesarzowa była opisywana jako piękna lecz niska i niezdarna dziewczyna znana z wybuchów zazdrości. Konkubina Deng Sui próbowała nawiązać ze wszystkimi konkubinami przyjazne relacje i próbowała ukrywać błędy cesarzowej. To w połączeniu z wybuchami zazdrości cesarzowej Yin i ciągłymi kłótniami pary cesarskiej doprowadziło do tego, że cesarz był najpierw zaskoczony postawą swojej konkubiny, a później zakochał się w niej. Zasmucona tym, że cesarz stracił synów w tak młodym wieku, Deng Sui często polecała mu inne konkubiny, które mogły by dać mu dzieci. Podczas gdy cesarzowej coraz bardziej się bano i nienawidzono, konkubina stawała się coraz popularniejsza. Pewnego razu, gdy cesarz He zachorował, cesarzowa zaczęła się zachowywać jak gdyby już była cesarzową wdową - nakazała stracić członków rodu Deng, a konkubina Deng Sui planowała popełnienie samobójstwa została jednak powstrzymana przez służącą, która zaświadczyła, że cesarz czuje się już coraz lepiej i rodzina konkubiny uniknęła straszliwej śmierci.

## Cesarzowa
W 102 roku cesarzowa Yin i jej babka, Deng Zhu, zostały oskarżone o stosowanie czarów przeciw konkubinom, ich dzieciom i rodzinie cesarskiej. Większość rodu Yin popełniła samobójstwo lub zmarła na torturach. Cesarzowa została odsunięta i w tym samym roku popełniła samobójstwo wspólnie z ojcem.
W tym samym roku cesarz He mianował konkubinę Deng Shi cesarzową. Cesarzowa Deng była opisywana jako łagodna, pokorna i humanitarna władczyni stanowczo odrzucająca propozycje wyniesienia członków jej rodziny przez cesarza. Nagrodziła Ban Zhao służącą, która ją uratowała tytułem damy dworu. Zabroniła również będącego tradycją przysyłania jej darów przez dowódców wojskowych i książąt. Sama Ban Zhao później dokończyła po śmierci swojego brata Ban Gu Księgę Hanów - jedno z najlepszych klasycznych dzieł chińskiej historiografii.

## Regentka cesarza Shang
Kiedy w 106 roku zmarł cesarz He w cesarstwie zapanował kryzys sukcesyjny. Cesarzowa i wszystkie konkubiny opłakiwały cesarza przez około miesiąc. Zmarły cesarz miał wielu synów, którzy zmarli jednak w młodym wieku, nie wiadomo też czy któraś z cesarzowych kiedykolwiek zaszła w ciążę, ale wydaje się, że obie albo były bezpłodne albo nie były w stanie donosić ciąży. Reszta dzieci cesarza wychowywała się poza pałacem w ubogich rodzinach ponieważ twierdzono, że zbytni przepych i zaniedbania służby mogły się przyczynić do śmierci ich rodzeństwa.
W chwili śmierci ojca najstarszy syn cesarza, Liu Sheng miał dziewięć lat i uchodził za nieuleczalnie chore nie do końca rozwinięte umysłowo dziecko. Jego młodszy brat Liu Long miał zaledwie nieco ponad trzy miesiące. Chłopcy zostali dostarczeni do pałacu gdzie cesarzowa wdowa Deng uczyniła Liu Longa następcą tronu wierząc, że okaże się zdrowszy od brata i tej samej nocy niemowlę zostało proklamowane cesarzem Shangiem (105 - 106). Cała władza znajdowała się w rękach cesarzowej wdowy Deng Sui, która została mianowana regentką małego władcy Państwa Środka, a jej brat Deng Zhi szybko stał się jednym z najpotężniejszych ludzi na dworze. Cesarzowa wdowa miała też często radzić się Ban Zhao do jej śmierci w 116 roku.  Wkrótce cesarzowa wdowa Dou wydarła edykt w którym przepraszała wszystkich ludzi skrzywdzonych przez jej rodzinę w czasie panowania cesarza He.
Pod koniec 106 roku młody cesarz zmarł tworząc kolejny problem sukcesyjny – tym razem urzędnicy i cesarzowa wdowa zdali sobie sprawę z tego, że Liu Sheng nie jest tak chory jak początkowo sądzili i chcieli go osadzić na tronie. Jednakże, cesarzowa wdowa Deng postanowiła na razie nie czynić chłopca cesarzem i zamiast niego wybrała jego kuzyna Liu Hu, który był następny w kolejce do tronu i który objął tron jako cesarz An (106 - 125) w wieku dwunastu lat.

## Regentka cesarza An
W chwili gdy cesarz An wstąpił na tron, jego ojciec Liu Qing jeszcze żył, a matka chłopca, konkubina Zuo Xiaoe zmarła wkrótce po porodzie. Deng Sui zajęła się edukacją i wychowaniem chłopca odsyłając jego ojca i macochę do Qinghe.
Wielka cesarzowa wdowa Deng Sui okazała się regentką nie znoszącą korupcji i handlu stanowiskami nawet we własnej rodzinie. Przeprowadziła również wiele reform prawa karnego, min. przedłużając okres wykonania wyroku śmierci na skazanych w nadziei na dostarczenie nowych dowodów. Rozbudowała też pałac pokrywając ściany nie złotem jak jej poprzednicy ale rzeźbionymi płytkami z jadeitu i kości słoniowej i usunęła część niepotrzebnej służby i urzędników.
Jednakże w 107 ważniejszym problemem była obrona granic przed ekspansją plemion z północy – zadanie to przekazała generałom nakazując im nie ustępować nawet o piędź ziemi. Ataki trwały do 118, gdy ostatecznie odparto plemiona za pustynię Xin.
W ciągu trzech lat od 107 do 109 roku Chiny pustoszyło wiele katastrof – powodzie, susze i ostre zimy wskutek czego zwiększyła się przestępczość. Wielka cesarzowa wdowa Deng była bardzo pomocna w organizacji pomocy poszkodowanym.
W 109 roku plemiona wschodnich Xiongnu zaatakowały prowincje graniczne i zostały pokonane i odepchnięte daleko w step. Nie miały już sprawiać problemów władcom dynastii Han.
W 110 roku zmarła matka wielkiej cesarzowej wdowy, pani Yin. Bracia Deng Shi zrezygnowali ze swoich stanowisk by przez trzy lata opłakiwać matkę, a sama wielka cesarzowa Deng opłakiwała ją w otoczeniu całego dworu i zezwoliła na pogrzeb państwowy zarezerwowany dla członków dynastii Han. W tym czasie miała zasmakować we władzy i na prośbę braci o przekazanie choć części kompetencji cesarzowi, miała wpaść we wściekłość.
W 121 roku wielka cesarzowa wdowa Deng Shi zmarła i została pochowana z wszystkimi honorami należnymi cesarzowi ze swoim mężem, cesarzem He. Cesarz An objął ster rządów w wieku dwudziestu ośmiu lat. Jego niańka Wang Sheng i zaufani eunuchowie Li Run i Jiang Jing przez lata czekający na przejęcie władzy, fałszywie oskarżyli wielką cesarzową wdowę o chęć obalenia cesarza i zastąpienia go jego kuzynem, Liu Yi, księciem Hejian. W gniewie cesarz usunął krewnych Deng Sui z rządu i sił wojskowych zmuszając wielu z nich do popełnienia samobójstwa. Pod koniec tego roku zaczął żałować swojego postępku i pozwolił przywrócić niektórych krewnych wielkiej cesarzowej wdowy na wcześniej zajmowane stanowiska, ale klan Deng nigdy nie odzyskał już swojej potęgi i bogactwa.